# Tyranex
Tyranex ist eine schwedische Thrash-Metal-Band aus Stockholm, die im Jahr 2005 gegründet wurde.

## Geschichte
Die Band wurde im Dezember 2005 von der Gitarristin Linnea Landstedt und der Sängerin Paloma Estrada gegründet, nachdem sich beide zuvor bei einem RAM-Konzert besser kennengelernt hatten. Nachdem Stefan Thylander als Bassist und Fredrik Romlin als Schlagzeuger zur Besetzung gekommen waren, nahm die Band ein erstes Demo, das drei Lieder enthält, in einem lokalen Studio auf. Ende 2006 verließ Estrada die Besetzung, woraufhin Landstedt zusätzlich den Gesang übernahm. Danach arbeitete die Band an neuen Liedern, woraufhin im Januar 2008 das Demo Blade of the Sacrificer aufgenommen wurde. Alle 252 Kopien des Demos konnten abgesetzt werden. Den Rest des Jahres 2008 sowie 2009 verbrachte die Band mit dem Spielen von Konzerten. Dabei trat die Band nicht nur in Stockholm, sondern auch in anderen schwedischen Städten auf. Der erste Auftritt außerhalb Schwedens wurde in Göttingen abgehalten, wonach ein weiterer in Helsinki abgehalten wurde. Während dieser Zeit nahm die Band auch das nächste Demo The Evil Has Arrived auf, das im April 2009 erschien. Hierauf ist Tuukka Franck als neuer Schlagzeuger und Martin Zettmar als weiterer Gitarrist zu hören. Im Frühling 2010 kam Johannes Lindström als neuer Schlagzeuger zu Tyranex. Im April unterzeichnete die Band einen Vertrag bei Infernö Records, woraufhin die Arbeiten zum Debütalbum begannen, das im Juni 2011 unter dem Namen Extermination Has Begun erschien. Das Album hatte eine Auflage von 1.000 Stück. Nach dem Auftritt zur Veröffentlichung in Stockholm, spielte die Band im August auf dem Festival Jalometalli im finnischen Oulu. Etwas später spielte die Band auf dem Würzburger Metal Assault Festival eine Stunde lang vor etwa 1.000 Leuten. Um das Album zu bewerben, absolvierte die Band neben Auftritten in Deutschland und Finnland auch welche in Spanien, den Niederlanden und Frankreich. Im Jahr 2013 erschien das Debütalbum als Schallplatte bei dem deutschen Label Journey’s End Records und Per Lindström kam als neuer Bassist zur Besetzung. 2014 erschien das nächste Album Unable to Tame über Black Lodge Records, wobei der Tonträger von Rough Trade Distribution vertrieben wurde. Die Veröffentlichung des Albums hatte sich durch das Spielen von europaweiten Auftritten und das Ausscheiden des damaligen Bassisten, der durch Lindström ersetzt worden war, verzögert. Als neuer Gitarrist zur Live-Unterstützung ist nach den Aufnahmen Nino Vukovic zur Band gekommen.

## Stil
Laut der Bandbiografie auf tyranex.net ist die Band durch Gruppen wie Kreator, Destruction, Agent Steel und Megadeth beeinflusst worden. Landstedt habe anfangs Riffs von Iron Maiden und Megadeth geübt. Laut Janne Stark in The Heaviest Encyclopedia of Swedish Hard Rock and Heavy Metal Ever! spielt die Band guten, aber gewöhnlichen Thrash Metal. In seiner Rezension zu Unable to Tame gab Wolfram Küper vom Rock Hard an, dass Tyranex im Vergleich zu anderen Thrash-Metal-Bands nicht austauschbar klingt. Der Gesang klinge brachial und bestialisch und passe nicht zum zierlichen Äußeren Landstedts. Das Album biete Thrash Metal, der mitreißend, unbändig, rumpelig und räudig sei. Die Musik entspreche der europäischen bzw. teutonischen Schule. In der nächsten Ausgabe gab Landstedt im Interview mit Küper an, dass sie das erste Album noch fast alleine komponiert hat. Das zweite sei zusammen mit dem Schlagzeuger Lindström entstanden. Die Band sei stärker durch europäischen als durch US-amerikanischen Thrash Metal beeinflusst worden.

## Diskografie
- 2006: Demo 2006 (Demo, Eigenveröffentlichung)
- 2008: Blade of the Sacrificer (Demo, Eigenveröffentlichung)
- 2009: The Evil Has Arrived (Demo, Eigenveröffentlichung)
- 2011: Extermination Has Begun (Album, Infernö Records)
- 2014: Unable to Tame (Album, Black Lodge Records)
- 2017: Death Roll (Album, GMR Music Group)
- 2023: Reasons for the Slaughter (Album, GMR Music Group)